# Équipe d'Angleterre de rugby à XV à la Coupe du monde 2007
L'Angleterre dans la Coupe du monde de rugby 2007
L'équipe d'Angleterre de rugby à XV dispute la Coupe du monde 2007, organisée par La France, dans la poule A pour la première phase ; elle affronte l’Afrique du Sud, les Samoa, les États-Unis et les Tonga. L'Angleterre s’impose difficilement contre les États-Unis 28 à 10. Le match au sommet entre les Springboks et l'Angleterre voit la victoire des champions du monde 1995 sur les champions du monde en titre par 36 à 0. Le XV de la Rose bat par la suite les Samoa 44 à 22 et les Tonga 36 à 20 pour finir deuxième de la poule, derrière l'Afrique du Sud. L'Angleterre doit alors affronter le vainqueur de la poule B, au Stade Vélodrome à Marseille. Elle réussit une grande performance contre l'Australie de George Gregan et s'impose 12 à 10. Grâce à cette victoire, les Anglais disputent une demi-finale contre les Français au Stade de France (Saint-Denis), que le XV de la Rose emporte 14 à 9, grâce à une pénalité et un drop de Jonny Wilkinson dans les dix dernières minutes. Ils perdent en finale contre les Springboks 15 à 6.

## Les 30 sélectionnés
La sélection tient compte du forfait David Strettle. Toby Flood rejoint l'équipe après l'arrêt de Jamie Noon pour blessure. Josh Lewsey blessé pendant la demi-finale face à la France est forfait pour la finale, il est remplacé par Nick Abendanon.
| Entraîneur | Entraîneur             | Brian Ashton                                                              |
| Avants     | Pilier                 | Perry Freshwater, Andrew Sheridan, Matt Stevens, Phil Vickery             |
| Avants     | Talonneur              | George Chuter, Lee Mears, Mark Regan                                      |
| Avants     | Deuxième ligne         | Steve Borthwick, Ben Kay, Simon Shaw                                      |
| Avants     | Troisième ligne aile   | Lewis Moody, Tom Rees, Joe Worsley                                        |
| Avants     | Troisième ligne centre | Martin Corry, Lawrence Dallaglio, Nick Easter                             |
| Arrières   | Demi de mêlée          | Andy Gomarsall, Shaun Perry, Peter Richards                               |
| Arrières   | Demi d'ouverture       | Jonny Wilkinson, Olly Barkley                                             |
| Arrières   | Centre                 | Mike Catt, Andy Farrell, Dan Hipkiss, Jamie Noon, Mathew Tait, Toby Flood |
| Arrières   | Ailier                 | Jason Robinson, Paul Sackey                                               |
| Arrières   | Arrière                | Mark Cueto, Josh Lewsey                                                   |

## La Coupe du Monde
L'Angleterre dispute quatre matches préliminaires dans la Poule A.

### Match 1:Angleterre-États-Unis: 28-10 (8septembre2007,Stade Félix-BollaertàLens)
Date : 8 septembre 2007

Composition des équipes

Stade : Stade Félix-Bollaert à Lens ( France)
Arbitre : Jonathan Kaplan 
homme du match : Olly Barkley
Composition des équipes :
Angleterre

Titulaires : Mark Cueto, Josh Lewsey, Jamie Noon, Mike Catt, Jason Robinson, Olly Barkley, Shaun Perry, Lawrence Dallaglio, Tom Rees, Joe Worsley, Ben Kay, Simon Shaw, Phil Vickery (cap.), Mark Regan, Andrew Sheridan

Remplaçants : George Chuter, Matt Stevens, Martin Corry, Lewis Moody, Peter Richards, Andy Farrell, Mathew Tait
États-Unis

Titulaires : Chris Wyles, Salesi Sika, Paul Emerick, Vahafolau Esikia, Takudzwa Ngwenya, Mike Hercus (cap.), Chad Erskine, Henry Bloomfield, Todd Clever, Louis Stanfill, Mike Mangan, Luke Gross, Chris Osentowski, Owen Lentz, Mike MacDonald

Remplaçants : Blake Burdette, Matekitonga Moeakiola, Alec Parker, Inaki Basauri, Mike Petri, Valenese Malifa, Albert Tuipulotu
Points marqués :
Angleterre : 3 essais de Robinson (34e), Barkley (40e), Rees (49e), 3 pénalités de Barkley (6e, 22e, 31e)

### Match 2:Afrique du Sud-Angleterre: 36-0 (14septembre2007,Stade de FranceSaint-Denis)
Date : 14 septembre 2007

Composition des équipes

Stade : Stade de France Saint-Denis ( France)
Arbitre : Joël Jutge
Composition des équipes :
Afrique du Sud

Titulaires : 15 Percy Montgomery, 14 JP Pietersen, 13 Jaque Fourie, 12 François Steyn, 11 Bryan Habana, 10 Butch James, 9 Fourie du Preez, 8 Danie Rossouw, 7 Juan Smith, 6 Wikus van Heerden, 5 Victor Matfield, 4 Bakkies Botha, 3 Brendon Botha, 2 John Smit (capitaine), 1 Os du Randt

Remplaçants : 16 Bismarck du Plessis, 17 CJ van der Linde, 18 Johann Muller, 19 Bob Skinstad, 20 Ruan Pienaar, 21 André Pretorius, 22 Wynand Olivier
Angleterre

Titulaires : 15 Jason Robinson, 14 Josh Lewsey, 13 Jamie Noon, 12 Mike Catt, 11 Paul Sackey, 10 Andy Farrell, 9 Shaun Perry, 8 Nick Easter, 7 Tom Rees, 6 Martin Corry (cap.), 5 Ben Kay, 4 Simon Shaw, 3 Matt Stevens, 2 Mark Regan, 1 Andrew Sheridan

Remplaçants : 16 George Chuter, 17 Perry Freshwater, 18 Steve Borthwick, 19 Lewis Moody, 20 Andy Gomarsall, 21 Peter Richards, 22 Mathew Tait
Points marqués :
Afrique du Sud : 3 essais de Smith (6e), Pietersen (38e, 63e), 3 transformations de Montgomery (7e, 39e, 64e), 5 pénalités de Steyn (12e), Montgomery (36e, 46e, 55e, 79e)

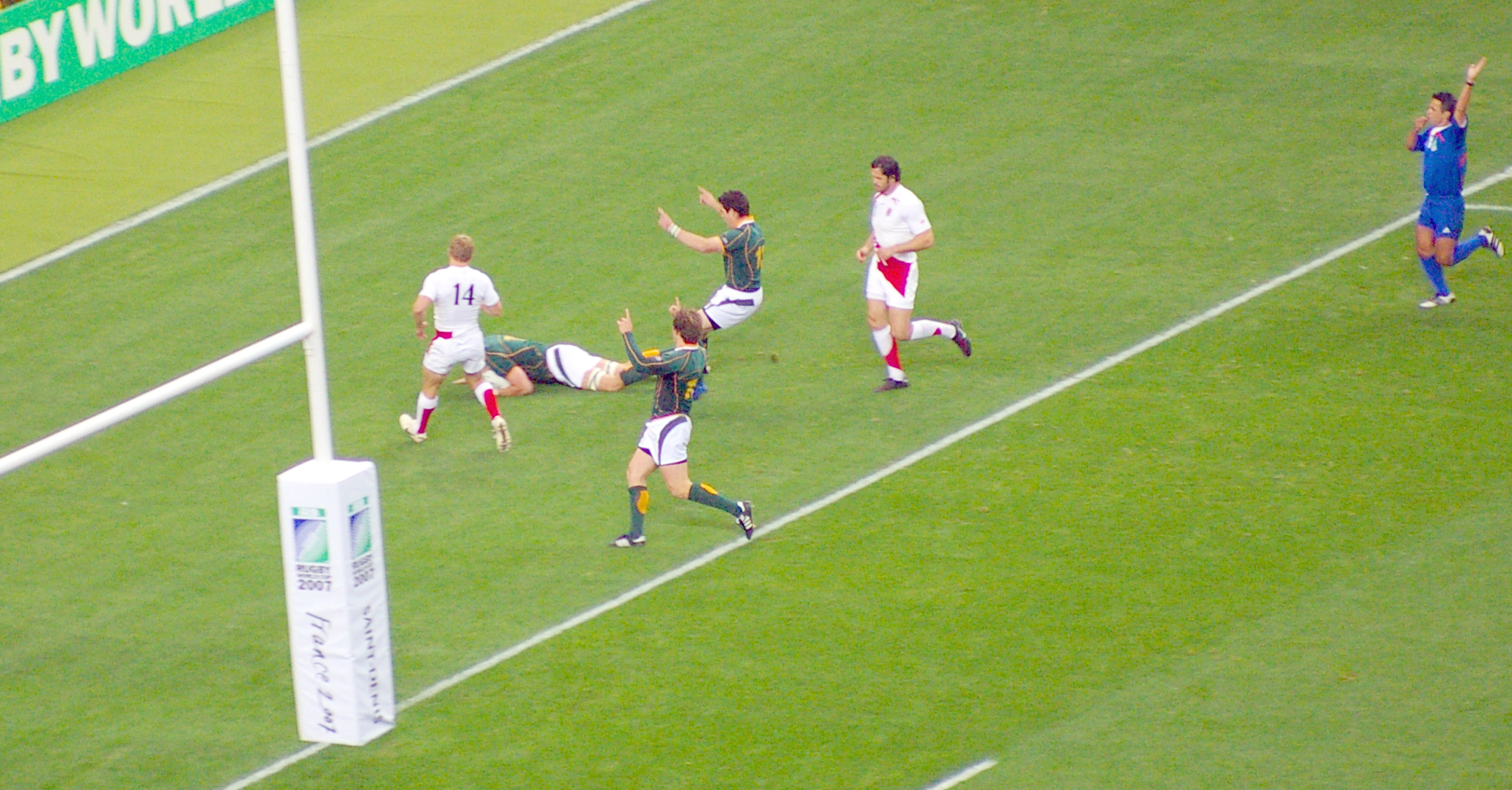
Juan Smith inscrit le premier essai dès la 6e minute.

Le match au sommet du groupe A débouche sur une inéluctable victoire sud-africaine : dans le chaudron du Parc des Princes, les Springboks prennent les Anglais à la gorge et les « broient » consciencieusement de la première à la dernière minute. Le demi de mêlée Fourie du Preez, élu homme du match, mène son pack de fer de main de maître et JP Pietersen inscrit deux essais de finisseur. Privée de son buteur Jonny Wilkinson, touché à une cheville, l'Angleterre perd son premier match de phase finale de Coupe du monde depuis 1999 et devient la sixième équipe de l'histoire à ne pas réussir à marquer le moindre point lors d'une rencontre de phase finale. Elle perd en outre son arrière Jason Robinson, qui se blesse sérieusement à une cuisse sur une accélération, il est incertain pour le reste de la compétition. Quant aux Springboks, ils démontrent qu'ils sont des candidats crédibles pour le titre.

### Match 3:Angleterre-Samoa: 44-22 (22septembre2007,Stade de la BeaujoireàNantes)
Date : 22 septembre 2007

Composition des équipes

Stade : Stade de la Beaujoire à Nantes ( France)
Arbitre : Alan Lewis 
Composition des équipes :
Angleterre

Titulaires : 15 Josh Lewsey, 14 Mark Cueto, 13 Mathew Tait, 12 Olly Barkley, 11 Paul Sackey, 10 Jonny Wilkinson, 9 Andy Gomarsall, 8 Nick Easter, 7 Joe Worsley, 6 Martin Corry, 5 Ben Kay, 4 Simon Shaw, 3 Matt Stevens, 2 George Chuter, 1 Andrew Sheridan

Remplaçants : 16 Mark Regan, 17 Perry Freshwater, 18 Steve Borthwick, 19 Lewis Moody, 20 Peter Richards, 21 Andy Farrell, 22 Dan Hipkiss
Samoa

Titulaires : 15 Loki Crichton, 14 David Lemi, 13 Seilala Mapusua, 12 Brian Lima, 11 Alesana Tuilagi, 10 Eliota Fuimaono-Sapolu, 9 Junior Poluleuligaga, 8 Henry Tuilagi, 7 Semo Sititi (cap.), 6 Daniel Leo, 5 Kane Thompson, 4 Joe Tekori, 3 Census Johnston, 2 Mahonri Schwalger, 1 Kas Lealamanua

Remplaçants : 16 Tanielu Fuga, 17 Fosi Pala'amo, 18 Justin Purdie, 19 Alfie Vaeluaga, 20 Steven So'oialo, 21 Jerry Meafou, 22 Lolo Lui
Points marqués :
Angleterre : 4 essais de Corry (2e, 75e), Sackey (32e, 80e), 3 transformations de Wilkinson (3e, 33e, 76e), 4 pénalités de Wilkinson (14e, 21e, 44e, 72e), 2 drops de Wilkinson (6e, 70e)
Comme les Sud-Africains juste avant eux, les Anglais souffrent pour battre leur adversaire du Pacifique. Mais les Samoans, vaillants, finissent par craquer après une excellente résistance. Menés d'un seul point à la 43e (22-23), ils encaissent un sévère 21 à 0 dans la dernière demi-heure qui donne au score une ampleur qui ne reflète qu'imparfaitement l'âpreté des débats. Les Anglais joueront leur qualification à quitte ou double face aux Tongiens lors du dernier match de poule. Grâce à cette victoire anglaise, l'Afrique du Sud est assurée de terminer première du groupe et jouera son quart de finale à Marseille contre le deuxième du groupe B (Australie, Fidji ou plus vraisemblablement Galles).

### Match 4:Angleterre-Tonga: 36-20 (28septembre2007,Parc des PrincesàParis)
Date : 28 septembre 2007

Composition des équipes

Stade : Parc des Princes à Paris ( France)
Arbitre : Alain Rolland 
Composition des équipes :
Angleterre

Titulaires : 15 Josh Lewsey, 14 Paul Sackey, 13 Mathew Tait, 12 Olly Barkley, 11 Mark Cueto, 10 Jonny Wilkinson, 9 Andy Gomarsall, 8 Nick Easter, 7 Lewis Moody, 6 Martin Corry (cap.), 5 Ben Kay, 4 Steve Borthwick, 3 Matt Stevens, 2 George Chuter, 1 Andrew Sheridan

Remplaçants : 16 Lee Mears, 17 Phil Vickery, 18 Lawrence Dallaglio, 19 Joe Worsley, 20 Peter Richards, 21 Andy Farrell, 22 Dan Hipkiss
Tonga

Titulaires : 15 Vungakoto Lilo, 14 Tevita Tu'ifua, 13 Sukanaivalu Hufanga, 12 Epeli Taione, 11 Joseph Vaka, 10 Pierre Hola, 9 Sione Tuipulotu, 8 Finau Maka, 7 Nili Latu (cap.), 6 Hale T-Pole, 5 Lisiate Fa'aoso, 4 Viliami Vaki, 3 Kisi Pulu, 2 Aleki Lutui, 1 Soane Tonga'uiha

Remplaçants : 16 Ephraim Taukafa, 17 Taufa'ao Filise, 18 Maama Molitika, 19 Inoke Afeaki, 20 Soane Havea, 21 Hudson Tonga'uiha, 22 Aisea Havili
Points marqués :
Angleterre : 4 essais de Sackey (19e, 38e), Tait (57e), Farrell (68e), 2 transformations de Wilkinson (58e, 69e), 2 drops de Wilkinson (32e, 72e), 2 pénalités de Wilkinson (14e, 71e)
Les Tonga font jeu égal avec les Anglais en 1re mi-temps pendant laquelle ils marquent un essai par Hufanga avant d'en encaisser deux par Sackley, dont un en contre. La 2e mi-temps est plus favorable aux Anglais qui marquent deux nouveaux essais par Tait et Farrell alors que les Tonga en marquent un seul en fin de match par T Pole. En marquant 16 points, Jonny Wilkinson se rapproche du record de points marqués en Coupe du monde qui détenu par Gavin Hastings (227 points).

### Classement de la poule A
| Place | Nation         | Matchs | Matchs   | Matchs | Matchs  | Points | Points | Points     | Essais | Essais | Essais     | Bonus points | Classement points |
| Place | Nation         | joués  | victoire | nul    | défaite | pour   | contre | différence | pour   | contre | différence | Bonus points | Classement points |
| ----- | -------------- | ------ | -------- | ------ | ------- | ------ | ------ | ---------- | ------ | ------ | ---------- | ------------ | ----------------- |
| 1     | Afrique du Sud | 4      | 4        | 0      | 0       | 189    | 47     | +142       | 24     | 6      | +18        | 3            | 19                |
| 2     | Angleterre     | 4      | 3        | 0      | 1       | 108    | 88     | +20        | 11     | 7      | +4         | 2            | 14                |
| 3     | Tonga          | 4      | 2        | 0      | 2       | 89     | 96     | -7         | 9      | 10     | -1         | 1            | 9                 |
| 4     | Samoa          | 4      | 1        | 0      | 3       | 69     | 143    | -74        | 5      | 15     | -10        | 1            | 5                 |
| 5     | États-Unis     | 4      | 0        | 0      | 4       | 61     | 142    | -81        | 7      | 18     | -11        | 1            | 1                 |

### Quart de finale
Date : 6 octobre 2007, 15:00
Stade : Stade Vélodrome, à Marseille ( France) (record d'affluence du stade 59 120 spectateurs)
Arbitre : Alain Rolland 
Composition des équipes :
Australie

Titulaires : 1 Matt Dunning, 2 Stephen Moore, 3 Guy Shepherdson, 4 Nathan Sharpe, 5 Daniel Vickerman, 6 Rocky Elsom, 7 George Smith, 8 Wycliff Palu, 9 George Gregan, 10 Berrick Barnes, 11 Lote Tuqiri, 12 Matt Giteau, 13 Stirling Mortlock (cap.), 14 Adam Ashley-Cooper, 15 Chris Latham

Remplaçants : 16 Adam Freier, 17 Al Baxter, 18 Hugh McMeniman, 19 Stephen Hoiles, 20 Phil Waugh, 21 Julian Huxley, 22 Drew Mitchell
Angleterre

Titulaires : 1 Andrew Sheridan, 2 Mark Regan, 3 Phil Vickery (cap.), 4 Simon Shaw, 5 Ben Kay, 6 Martin Corry, 7 Lewis Moody, 8 Nick Easter, 9 Andy Gomarsall, 10 Jonny Wilkinson, 11 Josh Lewsey, 12 Mike Catt, 13 Mathew Tait, 14 Paul Sackey, 15 Jason Robinson

Remplaçants : 16 George Chuter, 17 Matt Stevens, 18 Lawrence Dallaglio, 19 Joe Worsley, 20 Peter Richards, 21 Toby Flood, 22 Dan Hipkiss
Points marqués :
Australie : 1 essai de Tuqiri (33e), 1 transformation de Mortlock (34e), 1 pénalité de Mortlock (7e)
Andy Farrell blessé a été remplacé par Mike Catt dans le XV anglais de départ, Catt participe pour la 4e fois à un quart de finale de Coupe du monde de rugby.
L'Angleterre l'emporte grâce à quatre pénalités réussies par Jonny Wilkinson qui devient le meilleur marqueur de points de l'histoire de la Coupe du monde avec 234 points et grâce également à une domination écrasante en mêlée ayant permis de bénéficier de pénalités.

### Demi-finale
Date : 13 octobre 2007, 21:00
Stade : Stade de France, à Saint-Denis ( France)
Arbitre : Jonathan Kaplan 
Composition des équipes :
France

Titulaires : 1 Olivier Milloud, 2 Raphaël Ibañez (cap.), 3 Pieter de Villiers, 4 Jérôme Thion, 5 Fabien Pelous, 6 Serge Betsen, 7 Thierry Dusautoir, 8 Julien Bonnaire, 9 Jean-Baptiste Élissalde, 10 Lionel Beauxis, 11 Cédric Heymans, 12 Yannick Jauzion, 13 David Marty, 14 Vincent Clerc, 15 Damien Traille

Remplaçants : 16 Dimitri Szarzewski, 17 Jean-Baptiste Poux, 18 Sébastien Chabal, 19 Imanol Harinordoquy, 20 Frédéric Michalak, 21 Christophe Dominici, 22 Clément Poitrenaud
Angleterre

Titulaires : 1 Andrew Sheridan, 2 Mark Regan, 3 Phil Vickery (cap.), 4 Simon Shaw, 5 Ben Kay, 6 Martin Corry, 7 Lewis Moody, 8 Nick Easter, 9 Andy Gomarsall, 10 Jonny Wilkinson, 11 Josh Lewsey, 12 Mike Catt, 13 Mathew Tait, 14 Paul Sackey, 15 Jason Robinson

Remplaçants : 16 George Chuter, 17 Matt Stevens, 18 Lawrence Dallaglio, 19 Joe Worsley, 20 Peter Richards, 21 Toby Flood, 22 Dan Hipkiss
Points marqués :
France : 3 pénalités de Beauxis (8e, 18e, 44e)
Dans le cadre de la Coupe du monde de rugby, c'est la 4e confrontation entre la France et l'Angleterre. Les compositions des deux équipes sont inchangées par rapport aux quarts de finale, y compris les remplaçants. Depuis 1999, les oppositions entre équipes de France et d'Angleterre ont donné un bilan équilibré avec sept victoires partout, toutefois la France a gagné 5 de leurs 6 dernières oppositions (voir France-Angleterre en rugby à XV). Lors de la précédente Coupe du monde, en 2003, les deux équipes s'étaient aussi rencontrées en demi-finale et les Anglais avaient gagné sur le score de 24 à 7.
Les Anglais marquent le seul essai du match après 79 secondes de jeu sur une erreur de l'arrière français, Damien Traille. Les Français prennent ensuite l'avantage au score grâce à des pénalités réussies par Lionel Beauxis (9-5). Jonny Wilkinson réussit ensuite deux pénalités et un drop, permettant au XV de la rose de l'emporter sur le score de 14 à 9 et de se qualifier pour la finale.

### Finale: Afrique du Sud-Angleterre: 15-6 (20octobre2007,Stade de France, àSaint-Denis)
Date : 20 octobre 2007, 21:00
Stade : Stade de France, à Saint-Denis ( France)
Arbitre : Alain Rolland 
Composition des équipes :
Angleterre

Titulaires : 1 Andrew Sheridan, 2 Mark Regan, 3 Phil Vickery (cap.), 4 Simon Shaw, 5 Ben Kay, 6 Martin Corry, 7 Lewis Moody, 8 Nick Easter, 9 Andy Gomarsall, 10 Jonny Wilkinson, 11 Mark Cueto, 12 Mike Catt, 13 Mathew Tait, 14 Paul Sackey, 15 Jason Robinson

Remplaçants : 16 George Chuter, 17 Matt Stevens, 18 Lawrence Dallaglio, 19 Joe Worsley, 20 Peter Richards, 21 Toby Flood, 22 Dan Hipkiss
Afrique du Sud

Titulaires : 1 Os du Randt, 2 John Smit (cap.), 3 CJ van der Linde, 4 Bakkies Botha, 5 Victor Matfield, 6 Schalk Burger, 7 Juan Smith, 8 Danie Rossouw, 9 Fourie du Preez, 10 Butch James, 11 Bryan Habana, 12 François Steyn, 13 Jaque Fourie, 14 JP Pietersen, 15 Percy Montgomery

Remplaçants : 16 Bismarck du Plessis, 17 Jannie du Plessis, 18 Johann Muller, 19 Wikus van Heerden, 20 Ruan Pienaar, 21 Andre Pretorius, 22 Wynand Olivier
Points marqués :
Angleterre : 2 pénalités de Wilkinson (12e, 44e)
L'Angleterre défend son titre en retrouvant l'Afrique du Sud qui l'avait nettement battue 36 à 0 en poule de qualification (Poule A). Les Sud-Africains sont favoris car pour atteindre ce stade de la compétition les Springboks ont marqué 263 points et 33 essais alors que Anglais n'ont marqué que 134 points et 12 essais. Le vainqueur de la finale rejoindra au palmarès l'Australie qui a remporté deux fois la Coupe du monde. Une victoire sur l'Angleterre permettrait à l'Afrique du Sud de prendre la tête du classement mondial IRB.
Les Springboks mènent à la mi-temps (9-3) grâce à trois pénalités réussies par Percy Montgomery contre une pour les Anglais par Jonny Wilkinson. En début de seconde mi-temps, les Anglais manquent de très peu un essai mais l'arbitre considère que l'ailier Mark Cueto a mis le pied en touche, toutefois ils marquent trois points à l'occasion de cette action grâce au coup de pied de pénalité accordé pour faute préalable. Les Sud-Africains remportent le match et la Coupe du monde par 15 à 6 à l'issue d'un match sans essai et pendant lequel les défenses ont pris l'ascendant sur les attaques.
Les Springboks remportent la Coupe du monde 2007 en étant invaincus à l'issue de la compétition, ils remportent un deuxième titre après celui de 1995. Le pilier Os du Randt est le seul joueur sud-africain qui a remporté deux titres de champion du monde à douze ans d'intervalle.

## Meilleurs marqueurs d'essais anglais
1. Paul Sackey, 4 essais
2. Martin Corry, 2 essais
3. Olly Barkley, Andy Farrell, Josh Lewsey, Tom Rees, Jason Robinson, Mathew Tait, 1 essai

## Meilleur réalisateur anglais
1. Jonny Wilkinson, 67 points, 5 transformations, 5 drops, 14 pénalités
2. Paul Sackey, 20 points, 4 essais